# Frielentrop
Frielentrop [ˈfʀiːlən.tʀɔp] liegt im Tal der Lenne und ist ein Ortsteil von Finnentrop. Der Ort hat rund 30 Einwohner und liegt etwas abseits des Streckenabschnitts der Bundesstraße 236, der Finnentrop mit Lenhausen verbindet. Unmittelbar an Frielentrop vorbei verläuft auch die Ruhr-Sieg-Strecke der Eisenbahn.
Der kleine Ort Frielentrop ist aus einem Gutshof mit benachbarten Ansiedlungen entstanden. Die erste bekannte Erwähnung des Gutes stammt aus einer Urkunde vom 12. März 1179 des Erzbischofs Philipp von Köln, in der ein Gerbertus de U(V)rilincthorpe als Zeuge genannt wird.
Zum Gut Frielentrop gehört die unter Denkmalschutz stehende Kapelle St. Nikolaus. Die Besitz- und Eigentumsverhältnisse bezüglich der Kapelle haben sich in früher Zeit wiederholt verändert. Ein Visitationsbericht aus dem Jahr 1624 stellt fest, dass nach Meinung der Pfarrangehörigen, dem Adeligen vom Ohle die Ausbesserungspflicht obliegt. Ein weiterer Visitationsbericht aus 1799 weist darauf hin, dass die Kapelle in Frielentrop, dem Grafen von Plettenberg angehörig, mit einem Altar und kirchlichen Gerätschaften auszustatten sei. Auf Antrag des Grafen von Plettenberg wurde im Jahr 1865 vom Erzbischof in Paderborn die Weihe der kirchlich wiederhergestellten Kapelle mit der Maßgabe angeordnet, dass an Wochentagen eine hl. Messe zelebriert werden kann. Nach einer wechselvollen Geschichte befinden sich Kapelle nebst Grundstück seit 1964 im Privateigentum. Der jetzige Eigentümer hat im Jahr 1992 umfangreiche Renovierungsarbeiten durchgeführt und ein elektronisches Läutewerk installiert, das heute wieder zu bestimmten Tageszeiten den „Engel des Herrn“ verkündet.
Getrennt durch einen Wassergraben, der das von der Lenne abgeleitete Wasser zum Laufwasserkraftwerk Lenhausen weiter leitet, schließt sich oberhalb des Gutes Frielentrop das Industriegebiet Finnentrop-Frielentrop an. Die Ursprünge des Industriegebiets reichen zurück in das Jahr 1962, in dem die Gemeinde Schönholthausen (heute Ortsteil von Finnentrop) aus dem Gutshof Frielentrop ein Vorratsgrundstück von ca. 160 Hektar erwarb. Eine wesentliche Erschließungsmaßnahme war im Jahr 1978 die Anbindung an die Bundesstraße 236 mit dem Bau einer Brücke über Bahngleise und die Lenne. Im Rahmen weiterer Grundstückszukäufe und  -tauschgeschäfte entstanden in drei Abschnitten gewerbliche Flächen von derzeit insgesamt 41 Hektar. Das Gewerbegebiet reicht über eine Länge von ca. 2 bis 3 Kilometer bis zum Ortsrand von Finnentrop. Dort haben sich neben der Fleischwarenfabrik Metten etwa 25 Unternehmen insbesondere aus den Bereichen Eisen-, Kunststoff- und Holzver- und -bearbeitung niedergelassen. Überregional bekannt ist davon neben Metten auch die Firma Eibach Federn.

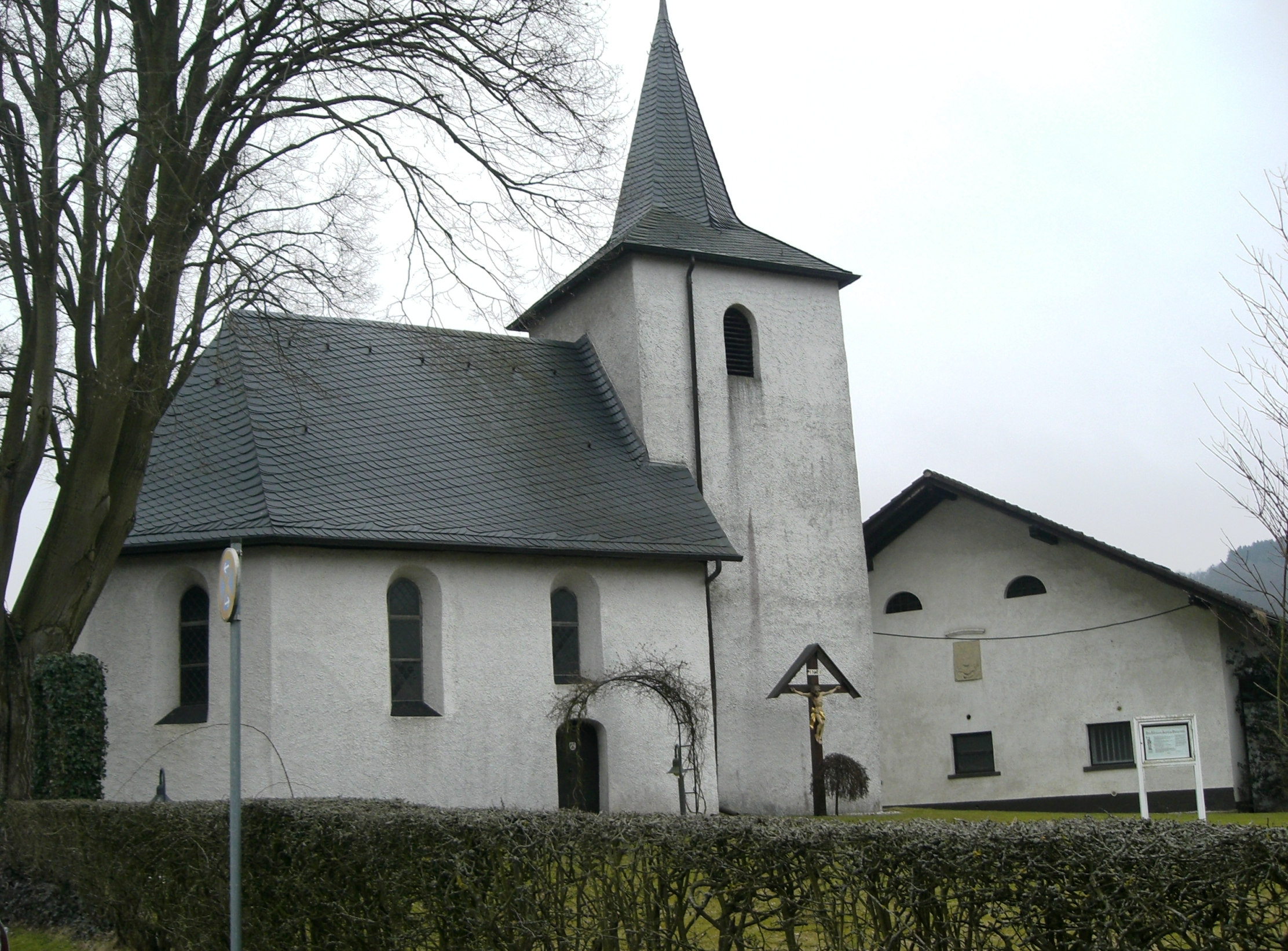
Kapelle St. Nikolaus Gut Frielentrop
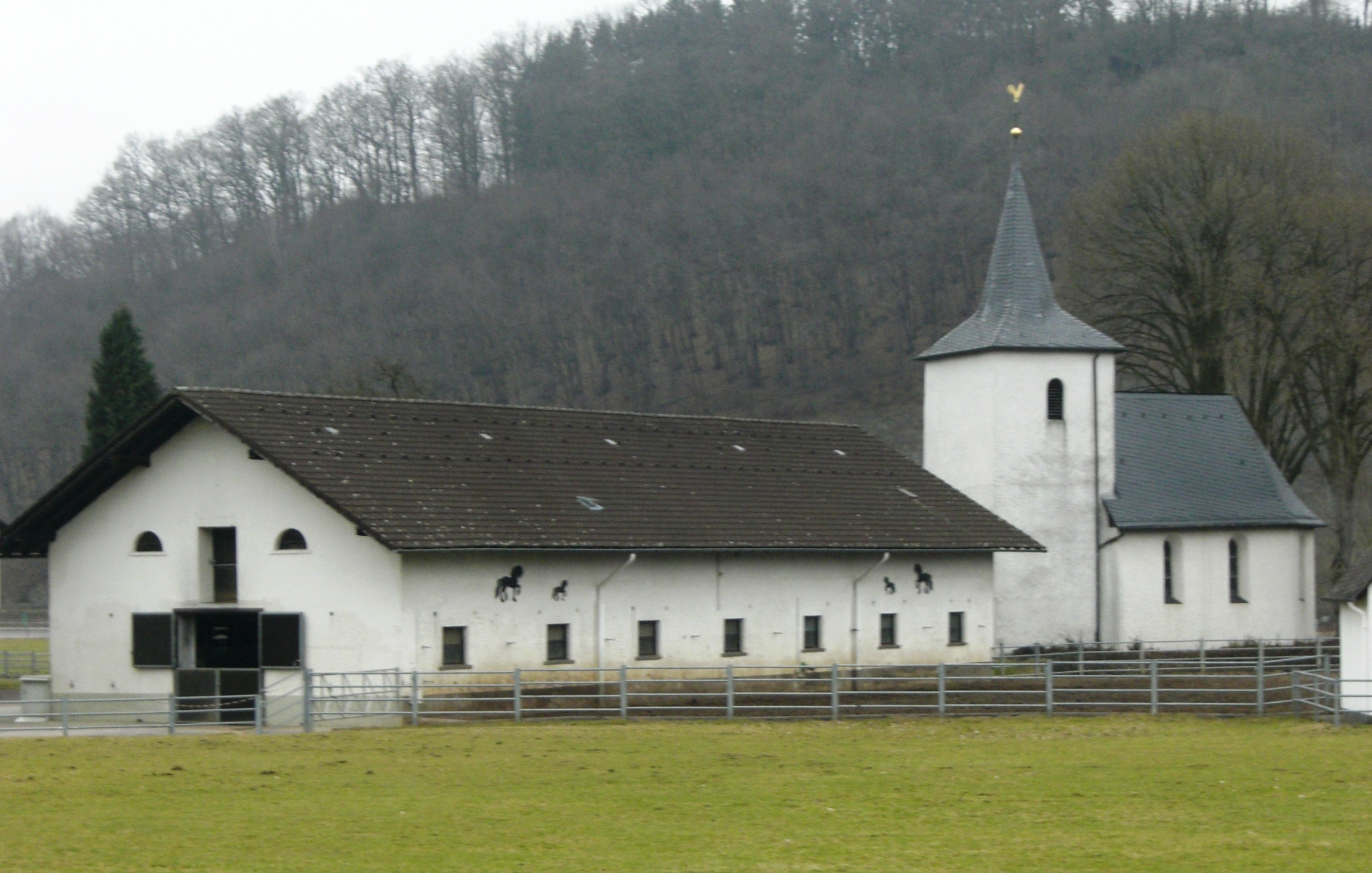
St. Nikolaus (2) Sicht vom Gutshof
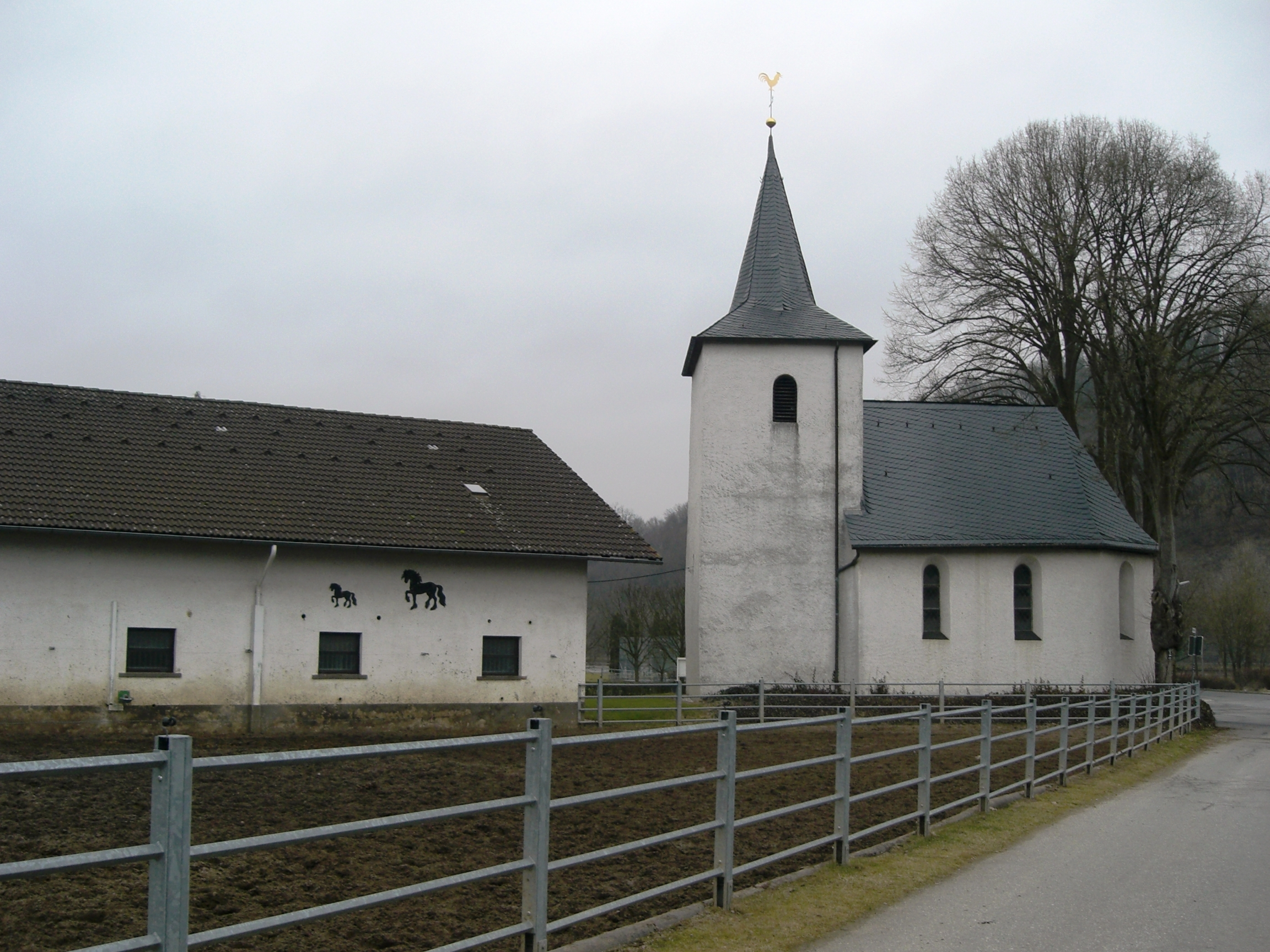
St. Nikolaus (3)
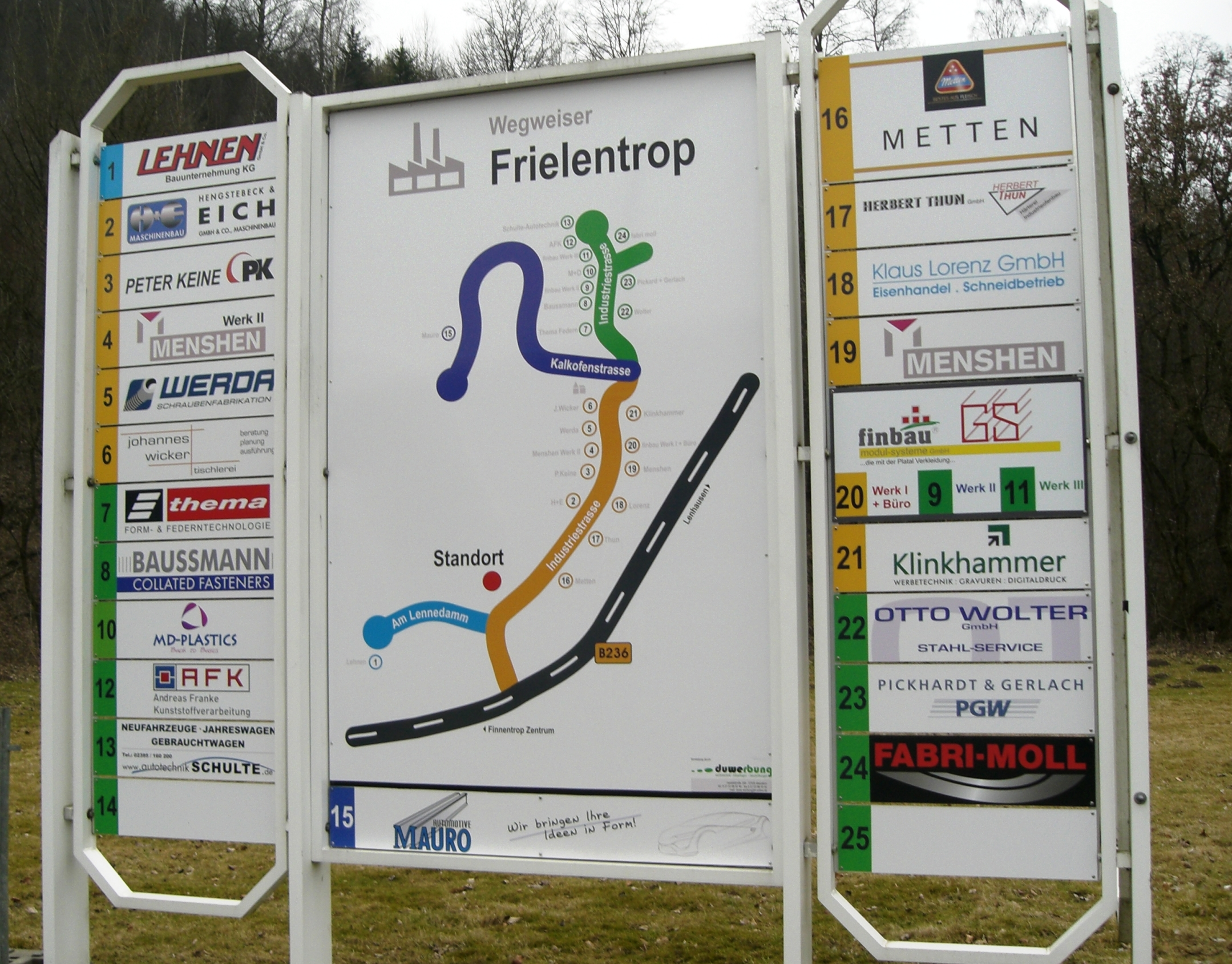
Lageplan Industriegebiet Frielentrop
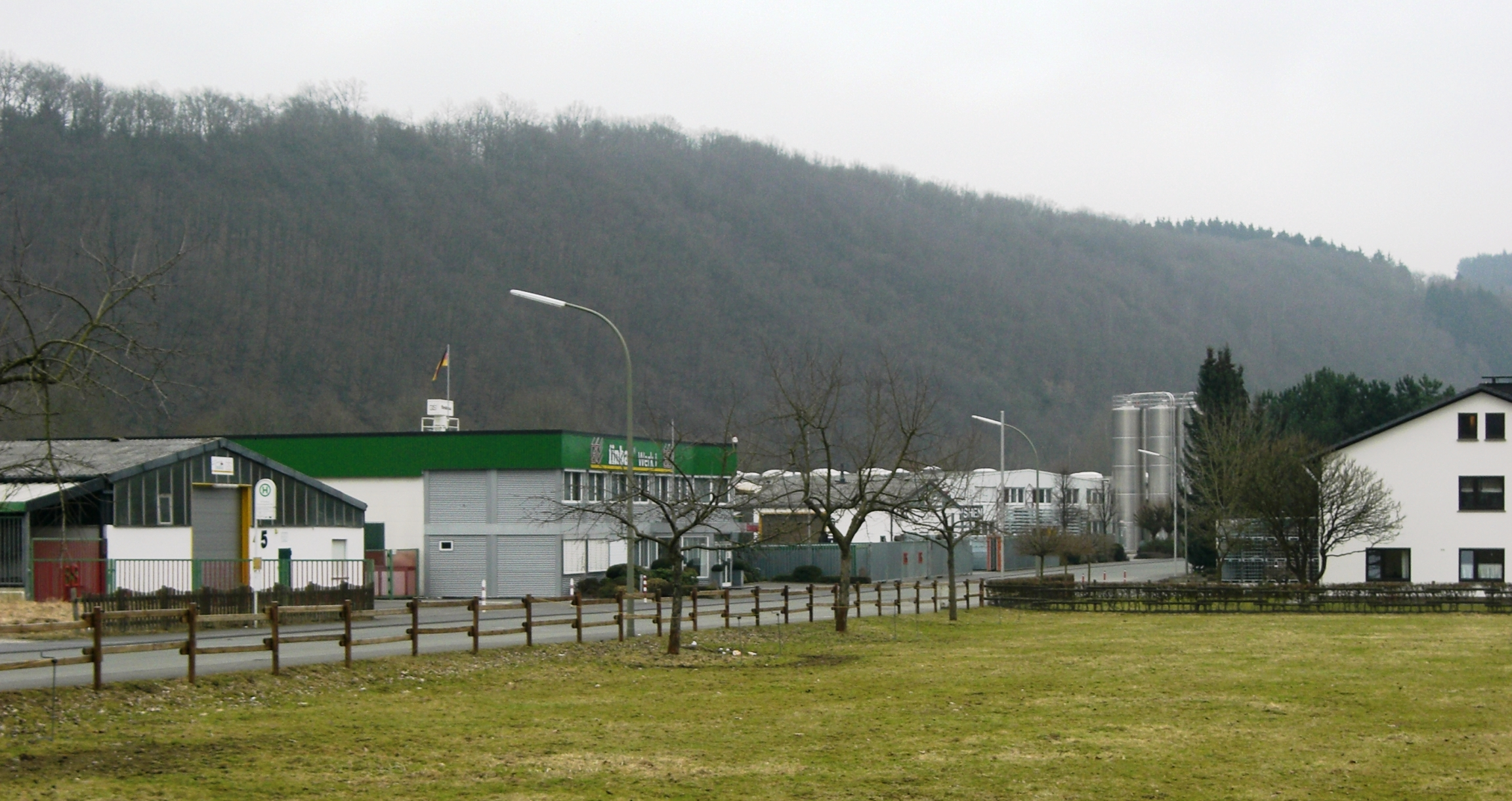
Industriegebiet Sicht von der Kapelle aus